# Glymur
Glymur est une cascade d'Islande située dans l'Ouest du pays, au nord-est de Reykjavik. Elle est considérée comme la cascade avec la hauteur totale de chute la plus importante du pays avec 190 mètres jusqu'au 29 juin 2011 lorsque la cascade de Morsárfoss, découverte en 2007, est mesurée avec une hauteur de 227,3 mètres et potentiellement plus de 240 mètres.
Elle est située sur le cours de la Botnsá qui s'écoule depuis le lac Hvalvatn, au fond de la petite vallée de Botnsdallur qui prolonge le Hvalfjörður.

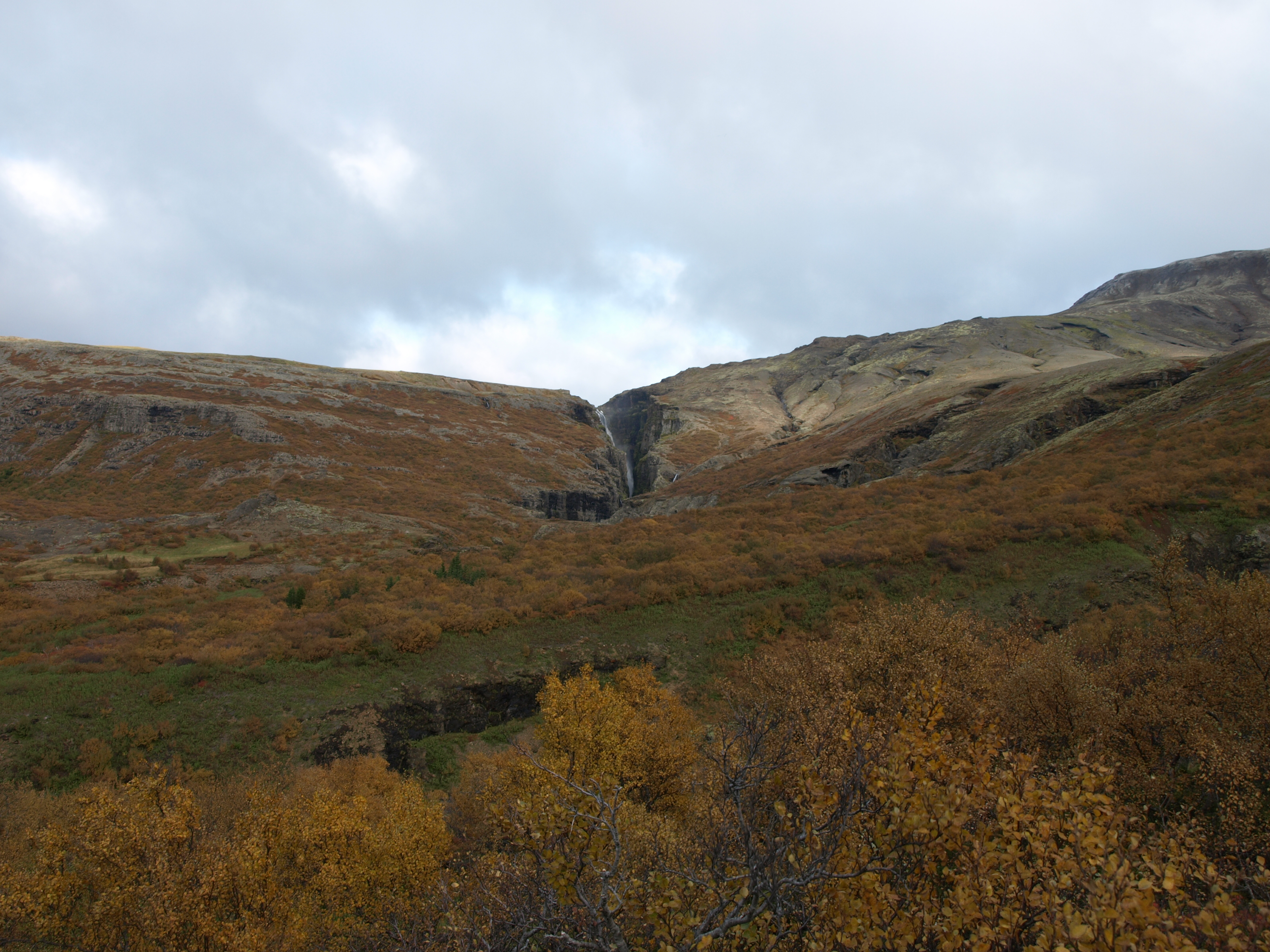
Vue distante de Glymur dans sa gorge.